# Symfonický rock
Symfonický rock je podžánr rockové hudby více specifický než progresivní rock. K prvním interpretům tohoto stylu patřila skupina The Moody Blues se sklabou „Nights In White Satin“ a Procol Harum ve skladbě „A White Shade Of Pale“. Symfonický rock hráli i Emerson, Lake & Palmer, v některých skladbách Deep Purple, Electric Light Orchestra, Queen, Elton John, Nikolaj Noskov a další. V Československu např. Collegium Musicum, Dežo Ursíny či GATTCH.